# Dvouatomový uhlík
Dvouatomový uhlík, také nazývaný diuhlík nebo 1λ2,2λ2-ethen je zelená plynná anorganická látka se vzorcem C=C, také zapisovaným jako C2 nebo [C2]. Za běžných teplot a tlaků je nestabilní, přičemž podléhá autopolymerizaci. Vyskytuje se v parách uhlíku, například v elektrických obloucích; také na kometách, v atmosférách hvězd, v mezihvězdném prostředí a v modrých plamenech uhlovodíků. Jedná se, po atomárním uhlíku, o druhou nejjednodušší formu uhlíku. Používá se jako meziprodukt při přípravě fullerenů.

## Vlastnosti
C2 je složkou par uhlíku. V jedné studii bylo odhadnuto, že páry uhlíku se z dvouatomových molekul asi z 28 %, tato hodnota ovšem závisí na tlaku a teplotě.

### Elektromagnetické vlastnosti
Elektrony v dvouatomovém uhlíku jsou mezi orbitaly rozdělené podle výstavbového principu a zaujímají rozdílné energetické hladiny. Stav s nejnižší energií je základní singletový stav, (1Σ +
g ), systematickým názvem ethen-1,2-diyliden. Existuje také několik excitovaných singletových a tripletových stavů, jejichž energie je podobná základnímu stavu a mají tak za běžných podmínek významné zastoupení. Při přechodu do základního stavu vyzařují infračervené záření. Jeden z nich ovšem částečně vyzařuje v oblasti zeleného světla, zde jde o tripletový stav (3Πg), který má systematický název ethen-μ,μ-diyl-μ-yliden. Existuje i excitovaný stav s vyšší energií, který ovšem má významný podíl pouze po ozáření diuhlíku ultrafialovým zářením; při návratu do základního stavu fluoreskuje ve fialovém světle.
| Stav    | Excitační entalpie (kJ mol−1) | Přechod do základního stavu                        | Vlnová délka vyzářená při přechodu | Oblast elektromagnetického záření                   |
| ------- | ----------------------------- | -------------------------------------------------- | ---------------------------------- | --------------------------------------------------- |
| X1Σ + g | 0                             | –                                                  | –                                  | –                                                   |
| a3Π u   | 8,5                           | a3Π u →X1Σ + g                                     | 14,0 μm                            | Dlouhovlnná infračervená                            |
| b3Σ − g | 77,0                          | b3Σ − g →a3Π u                                     | 1,7 μm                             | Středněvlnná infračervená                           |
| A1Π u   | 100,4                         | A1Π u →X1Σ + g A1Π u →b3Σ − g                      | 1,2 μm 5,1 μm                      | Blízká infračervená Středněvlnná infračervená       |
| B1Σ + g | ?                             | B1Σ + g →A1Π u B1Σ + g →a3Π u                      | ?                                  | ?                                                   |
| c3Σ + u | 159,3                         | c3Σ + u →b3Σ − g c3Σ + u →X1Σ + g c3Σ + u →B1Σ + g | 1,5 μm 751,0 nm ?                  | Krátkovlnná infračervená Červená ?                  |
| d3Π g   | 239,5                         | d3Π g →a3Π u d3Π g →c3Σ + u d3Π g →A1Π u           | 518,0 nm 1,5 μm 860,0 nm           | Zelená Krátkovlnná infračervená Blízká infračervená |
| C1Π g   | 409,9                         | C1Π g →A1Π u C1Π g →a3Π u C1Π g →c3Σ + u           | 386,6 nm 298,0 nm 477,4 nm         | Fialová Střední ultrafialová Modrá                  |
Z diagramu molekulových orbitalů vyplývá, že se v molekule C2 nachází dva volné elektronové páry, a tak je mezi uhlíkovými atomy dvojná vazba. Existuje však analýza, podle které se zde vyskytuje čtverná vazba, ovšem její výsledky jsou sporné.
Disociační energie vazeb v řadě B2, C2 a N2 klesá, což naznačuje postupně přítomnost jednoduché, dvojné a trojné vazby.

## Reakce
Diuhlík reaguje s acetonem a acetaldehydem za vzniku acetylenu, přičemž existují dvě varianty takové reakce:
- Tripletové molekuly C2 reagují radikálovým mechanismem, meziproduktem je ethylenový radikál.[2]
- Singletové molekuly C2 reagují vnitromolekulárním neradikálovým mechanismem, v němž se odštěpí dva vodíkové atomy od jedné molekuly; meziproduktem je zde singletový vinyliden. Odštěpení vodíků je obvykle typu 1,1 i typu 1,2 - záleží na pozicích na molekule, ze které se vodíkové atomy odštěpí; v závislosti na prostorovém uspořádání částic při srážkách jsou možné i jiné typy.[2] Singletový C2 rovněž reaguje s alkeny, přičemž je acetylen hlavním produktem, ovšem k připojení C2 dochází na místě vazeb C-H.
- C2 2,5krát pravděpodobněji vstupuje do methylové než do methylenové skupiny.[6]